# Autorretrato na espineta (Fontana)
Autorretrato na Espineta, ou Autorretrato com Clavicórdio Acompanhado por uma Criada (em italiano, Autoritratto alla Spinetta), é uma pintura da pintora maneirista italiana Lavinia Fontana, assinada e datada de 1577. É mantida na Academia de São Lucas em Roma.

## História e Descrição
Este autorretrato fez parte do acervo de Luisa Ferroni Bondelmonte, em Florença; passou então para as mãos da princesa Matilde Bonaparte em Paris e depois chegou à coleção do conde Giuseppe Primoli em Roma. Foi então doado à Academia de São Lucas por Giulio Navone.